# بنات الحسن (الأنبار)
بنات الحسن منطقة زراعية في أقصى شرق ناحية الكرمة في محافظة الأنبار في وسط العراق، وهي في مقاطعتين، مقاطعة بنات الحسن رقم 4، مساحتها 6640 دونماً عراقياً، ومقاطعة بزايز بنات الحسن رقم 8، مساحتها 10280 دونماً، وفي منطقة بنات الحسن، مستوصف اسمُه مركز بيت صحي الملالي، ومجمع ماء بنات الحسن، وفيها جدول ماء اسمه جدول بنات الحسن، متفرع من جدول علي السليمان، وفي ناحية الكرمة تل بنات الحسن، قريب من المجصة، من المواقع الاثرية في العراق، تفصلُ منطقةُ بناتِ الحسن قضاءَ الكاظمية في محافظة بغداد عن ناحية الكرمة في محافظة الأنبار.

## مقاطعاتها
| اسم المقاطعة ورقمها    | مساحتها كيلومتراً | سكانها   |          |          |          | المساحة المزروعة سنة 2020 |
|                        |                  | سنة 1970 | سنة 1987 | سنة 1997 | سنة 2020 |                           |
| بنات الحسن رقم 4       | 14.08            | 155      | 123      | 278      | 2256     | 2360 دونماً عراقياً         |
| بزايز بنات الحسن رقم 8 | 25.37            | 127      | 220      | 436      | 784      | 1060 دونماً                |